# Henry George Fischer
Henry George Fischer (né le 10 mai 1923 à Philadelphie - mort le 11 janvier 2006 à Newtown (comté de Delaware, Pennsylvanie)) est conservateur en chef des antiquités égyptiennes au Metropolitan Museum of Art de New York.

## Biographie
Il a commencé sa carrière comme conservateur adjoint en 1958, est passé conservateur associé en 1963 et a été nommé chef du département d'égyptologie l'année suivante. En 1970, un mécène du musée fonde une chaire d'égyptologie spécialement pour lui, qu'il a occupé jusqu'à sa retraite en 1992.
Diplômé de Princeton en 1945, Fischer a enseigné à Yale et à l'université américaine de Beyrouth.
De 1964 à 1970, il est responsable au « Comité américain pour sauver Abou Simbel » ; il a été l'instigateur de l'acquisition du temple de Dendour pour le musée en 1965.
Ses livres publiés sur l'art égyptien, l'archéologie et les hiéroglyphes sont des ouvrages classiques qui font autorité dans ces domaines. Il a également écrit un certain nombre de livres de poésie durant sa retraite.

## Publications
- Ancient Egyptian Calligraphy : A Beginner's Guide to Writing Hieroglyphs, 1994, 68 p. (ISBN 978-0-300-08567-9, 0870999346 et 0-300-08567-2) ; numérisation
- Egyptian women of the Old Kingdom and of the Heracleopolitan period, 2000, 78 p. (ISBN 978-0-87099-967-3 et 0-87099-967-2) ; numérisation
- Ancient Egyptian epigraphy and palaeography.